# Schloss Ohlau

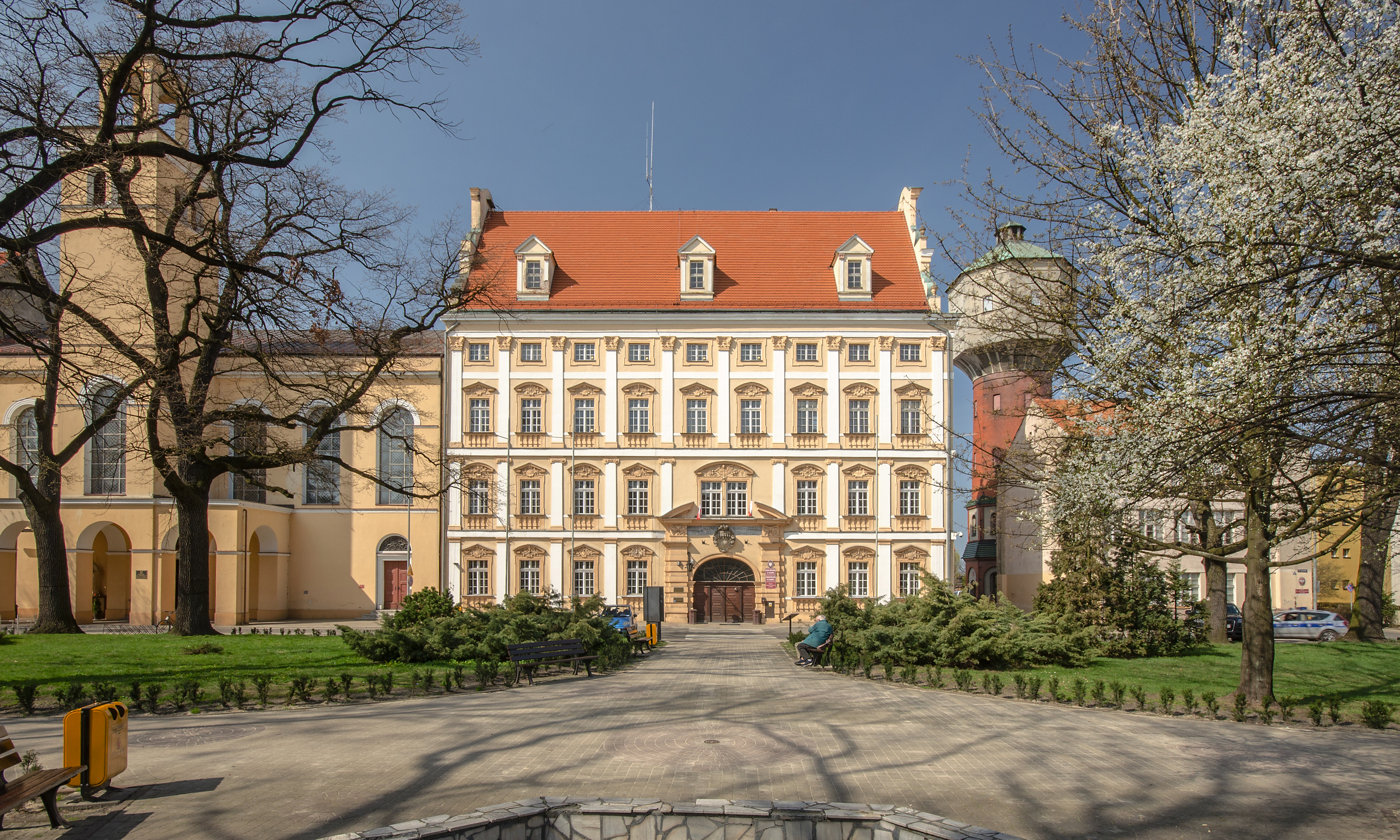
Schloss Ohlau

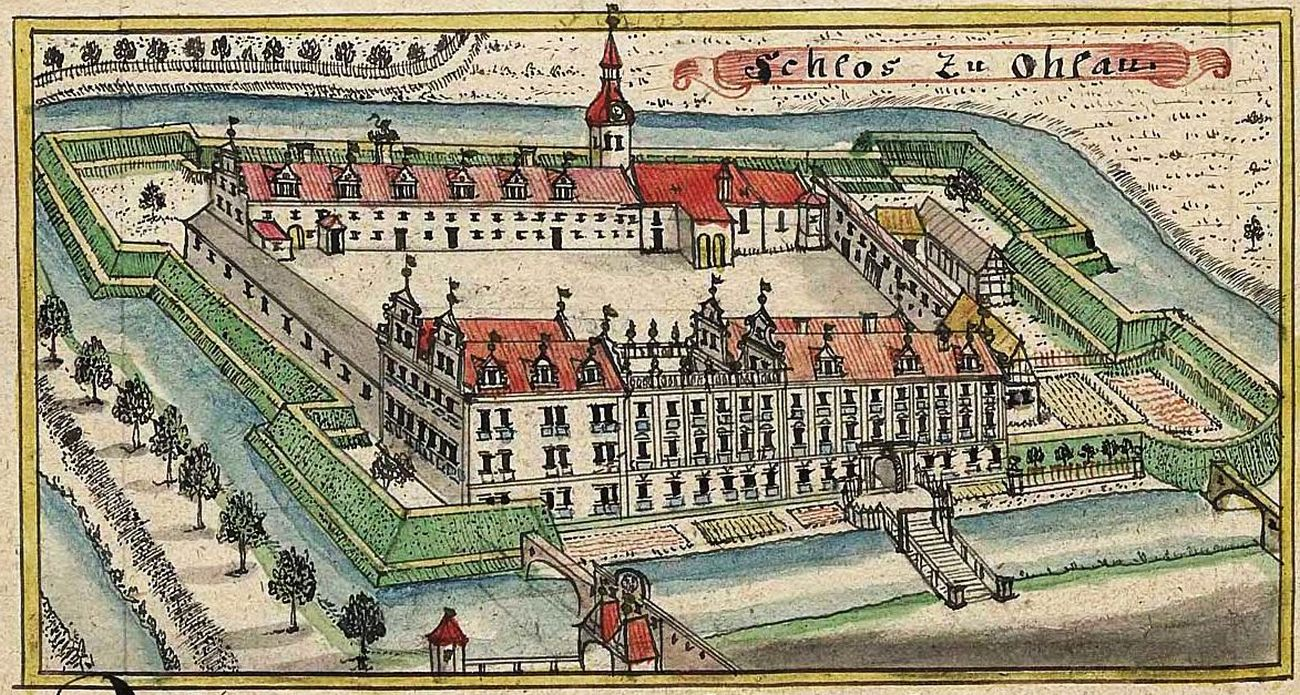
Schloss Ohlau im 18. Jahrhundert nach Friedrich Bernhard Werner

Schloss Ohlau (polnisch Zamek Piastowski w Oławie) ist ein Schloss in der Innenstadt von Oława (Ohlau), in der Woiwodschaft Niederschlesien in Polen. Historisch diente das Schloss als Residenz der Herzöge von Ohlau.

## Geschichte
Ludwig I. von Brieg und Liegnitz ließ 1359 bis 1398 eine Burg mit einem vermutlich trapezförmigen Hof erbauen. Zwei Tortürme führten jeweils südlich in die Stadt und nördlich stadtauswärts. Nach Beschädigungen ließ Bernhard Niuron die Burg 1558 zum Renaissanceschloss ausbauen. 
Von Carlo Rossi und möglicherweise Lucca Giovanni wurde das Schloss im Auftrag von Herzog Christian von Wohlau und dessen Witwe 1659 bis 1680 wesentlich umgebaut. Nach dem Tod des letzten schlesischen Piasten Georg Wilhelm I. fielen dessen Teilfürstentümer Liegnitz, Brieg und Wohlau durch Heimfall an die Krone Böhmen. Von 1697 bis 1737 war das Schloss Ohlau Wohnsitz des polnisch-litauischen Thronprätendenten Jakob Sobieski. Er war ein Schwager des Kaisers Leopold I., der ihm das Schloss Ohlau in seiner Eigenschaft als König von Böhmen verpfändete. Danach wurde das Schloss vernachlässigt und zu Büros und Magazinen umfunktioniert. 
Infolge des Zweiten Weltkriegs wurde das Schloss beschädigt und im nun polnischen Niederschlesien 1952 bis 1958 restauriert, um hier eine Verwaltung unterzubringen.

## Bauwerk
Das gut erhaltene südliche Hauptgebäude entstammt der Barockzeit. Der nördliche Torturm und seine angrenzenden Mauern stammen aus gotischer Zeit.